# Johannes Lilleøre
Johannes Hillersborg Lilleøre (født 18. juli 1974) er en dansk skuespiller og forfatter.
Lilleøre er uddannet fra Skuespillerskolen ved Aarhus Teater i 2001 og har siden bl.a. haft roller i Grønnegårds Teatret i 2002 og 2003 samt som Erik i Det' bare mænd i Tappehallerne. Desuden har han været tilknyttet Nørrebros Teater, Café Teatret, Aarhus Teater og Det Kongelige Teater.
I 2012 debuterede Lilleøre som forfatter med romanen Nowhere, og efterfølgende gennemførte han Forfatterskolens toårige kunstneriske uddannelse 2014-2016.

## Filmografi

### Film
- Familien Gregersen (2004) - Jes
- Anja og Viktor - Brændende kærlighed (2007) - Buster - Gittes ven
- Anja og Viktor - I medgang og modgang  (2008) - Buster - Gittes ven
- Esthers orkester (2022) - Thomas

### Tv-serier
- Rejseholdet (2000-2003)
- Nikolaj og Julie (2002-2003)
- Nynne (2006)
- Maj & Charlie (2008)

## Forfatterskab
- Nowhere, roman 2012, Lindhardt & Ringhof ISBN 978-87-11-39441-0
- Mårhund, roman 2016, Lindhardt & Ringhof ISBN 978-87-11-56267-3
- Min syge ven, roman 2018, Forlaget Basilisk ISBN 978-87-93077-52-2